# Tipula (Savtshenkia) villeneuvii
Tipula (Savtshenkia) villeneuvii is een tweevleugelige uit de familie langpootmuggen (Tipulidae). De soort komt voor in het Palearctisch gebied.